# Dalkut
Koordinaten: 16° 42′ N, 53° 15′ O
Dalkut (arabisch ضلكوت, DMG Ḍalkūt) ist ein Dorf und ein Verwaltungsbezirk (Wilaya) im Gouvernement Dhofar im Südwesten des Sultanats Oman.

## Demographie
Die Bevölkerung im Verwaltungsbezirk Dalkut wuchs lt. offiziellen Angaben in den Jahren von 2003 bis 2008 jährlich um durchschnittlich 3,3 %, wobei der CAGR des Inländeranteils um 2,2 % und der CAGR des Ausländeranteils weitaus stärker um 10,1 % anstieg. Die Zahlen im Einzelnen:
| Wilaya Dalkut     | 2010   | 2009   | 2008   | 2007   | 2006   | 2005   | 2004   | 2003   |
| ----------------- | ------ | ------ | ------ | ------ | ------ | ------ | ------ | ------ |
| Gesamtbevölkerung | 2809   | 3715   | 3468   | 3350   | 3205   | 3124   | 3022   | 2952   |
| davon Inländer    | 2382   | 2957   | 2880   | 2812   | 2751   | 2687   | 2624   | 2588   |
| davon Ausländer   | 427    | 758    | 588    | 538    | 454    | 437    | 398    | 364    |
| Ausländerquote    | 15,2 % | 20,4 % | 17,0 % | 16,1 % | 14,2 % | 14,0 % | 13,2 % | 12,3 % |

## Lage
Der Ort liegt ungefähr 120 km südwestlich von Salala.